# Alexei Zuásnabar
Alexei Zuásnabar Grandalles (Guantánamo, 10 marzo 1985) è un calciatore cubano, di ruolo attaccante.

## Carriera
Ha esordito con la Nazionale cubana nel 2012.